# Barei
Bárbara Reyzábal González-Aller, művésznevén Barei (Madrid, 1982. március 28. –) spanyol énekesnő és dalszerző.
Ő képviseli Spanyolországot a 2016-os Eurovíziós Dalfesztiválon, Stockholmban a Say Yay! című dalával.

## Zenei karrier
2016. február 1-jén Say Yay! című dalával megnyerte az Objetivo Eurovisión elnevezésű hatfős spanyol Eurovíziós nemzeti döntőt, így ő fogja képviselni Spanyolországot a 61. Eurovíziós Dalfesztiválon, Stockholmban.

## Diszkográfia

### Stúdióalbumok
| Cím                    | Album adatai                                                                           |
| ---------------------- | -------------------------------------------------------------------------------------- |
| Billete para no volver | - Megjelenés: 2011. április 5. - Kiadó: Barei Music - Formátum: CD, Digitális Letöltés |
| Throw the Dice         | - Megjelenés: 2015. - Kiadó: Barei Music - Formátum: CD, Digitális Letöltés            |